# The Code (EP do Monsta X)
The Code é o quinto EP do grupo sul-coreano, Monsta X. Foi lançado no dia 7 de novembro de 2017, pela Starship Entertainment. O álbum é composto por sete faixas, incluindo a faixa-título, "Dramarama".

## Desempenho comercial
O EP vendeu 155.933 cópias na Coreia do Sul. Ficou em número 1 no Gráfico coreano do Gaon.

## Lista de músicas
| Lista oficial de faixas |                           |                 |         |  |
| N.º                     | Título                    | Arranjos        | Duração |  |
| 1.                      | "Dramarama"               | A-Dee Stereo 14 | 3:06    |  |
| 2.                      | "Now or Never"            | 별들의 전쟁     | 3:11    |  |
| 3.                      | "In Time"                 | Jooheon Ye-Yo!  | 3:08    |  |
| 4.                      | "From Zero"               | Wonho Rich Jang | 3:26    |  |
| 5.                      | "X"                       | 어벤전승        | 3:46    |  |
| 6.                      | "Tropical Night" (열대야) | Kooky           | 3:44    |  |
| 7.                      | "Deja Vu"                 | Flow Blow       | 3:36    |  |
| Duração total:          | Duração total:            | Duração total:  | 24:00   |  |